# Megaulacobothrus aethalinus
Megaulacobothrus aethalinus is een rechtvleugelig insect uit de familie veldsprinkhanen (Acrididae). De wetenschappelijke naam van deze soort is voor het eerst geldig gepubliceerd in 1899 door Zubovski.